# Clara Petacci

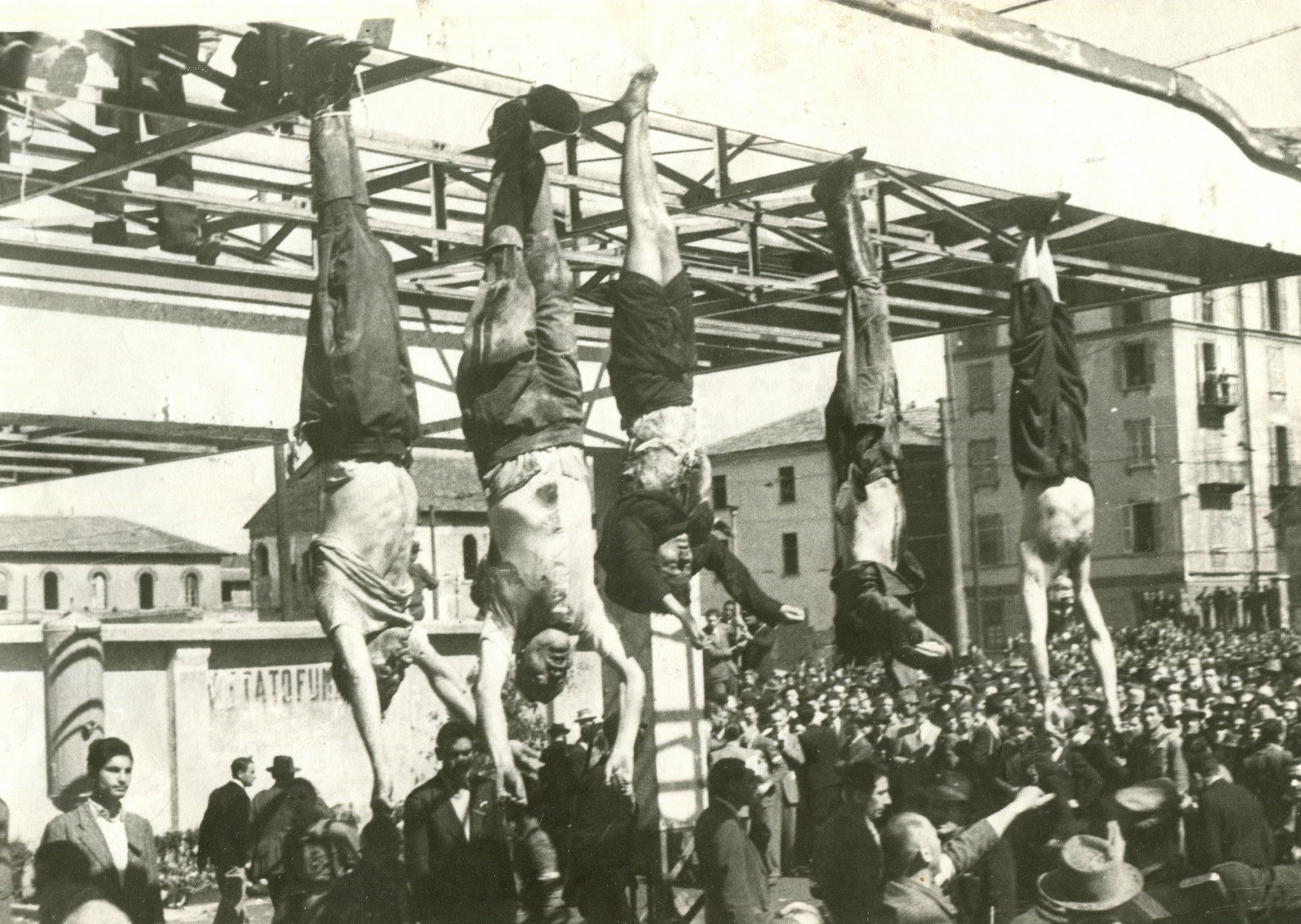
Benito Mussolinis kropp bredvid sin älskarinnas, Clara Petacci, och andra avrättade fascisters i Milano den 29 april 1945, på Piazzale Loreto, samma plats där fascisterna ett år tidigare hade hängt upp 15 milanesiska motståndsmän. Kropparna från vänster till höger: Nicola Bombacci, Benito Mussolini, Claretta Petacci, Alessandro Pavolini, Achille Starace.

Clara Petacci, egentligen Claretta Petacci, född 28 februari 1912 i Rom, död 28 april 1945 i Giulino di Mezzegra, Como-området, Lombardiet, var en italiensk kvinna från Roms ledande kretsar. Hon blev 1936 älskarinna till Benito Mussolini.

## Biografi
Clara Petacci var dotter till en läkare i Rom. Hon mötte Mussolini för första gången 1932. Hon beskrivs som en naiv och hängiven politisk anhängare av Mussolini. Hon gifte sig med en pilot 1934. Efter att hon separerat från sin make 1936, blev hon Mussolinis älskarinna. Hon besökte honom regelbundet i Palazzo Venezia, där en lägenhet var reserverad för henne. Hon beskrivs som lättkontrollerad och undergiven och dominerad av Mussolini. Hon hade inget verkligt politiskt inflytande, men hennes närhet till Mussolini gjorde att andra personer, främst hennes bror Marcello, utnyttjade henne för att utvinna fördelar och sälja tillgång till Mussolinis öra genom henne. 
I april 1945 greps Mussolini av italienska partisaner. Petacci erbjöds då fri lejd, men hon valde att stanna hos Mussolini. När partisanerna den 28 april skulle arkebusera den forne diktatorn, sägs hon ha skyddat honom med sin kropp. Mussolinis och Petaccis döda kroppar fördes till Milano, där de hängdes upp och ner i en järnbalk vid en bensinstation på Piazzale Loreto.

## Bilder

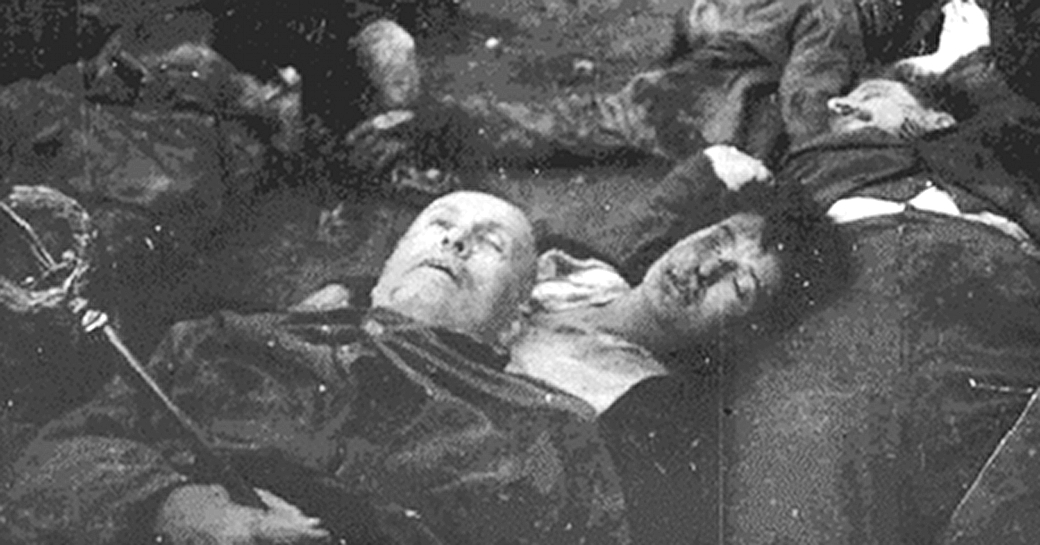
Benito Mussolini och Clara Petacci på Piazzale Loreto i Milano.
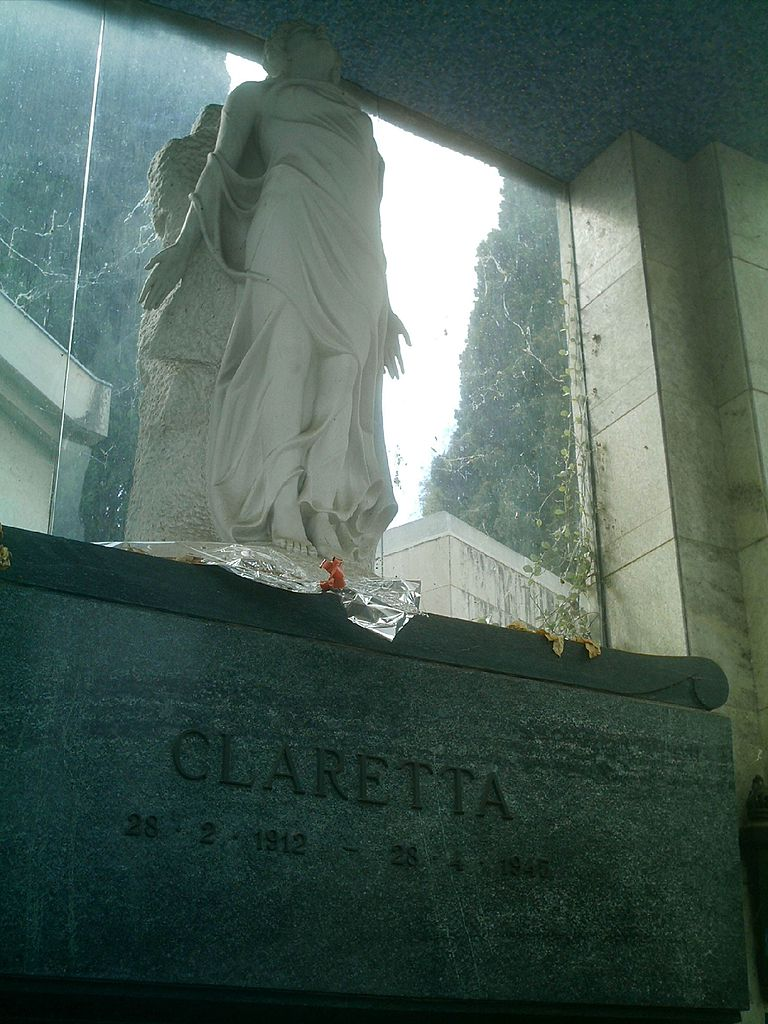
Clara Petaccis gravmonument på Cimitero del Verano i Rom.